# 26214 Kalinga
26214 Kalinga (1997 US10) là một tiểu hành tinh vành đai chính được phát hiện ngày 30 tháng 10 năm 1997 bởi P. Pravec ở Đài thiên văn Ondřejov.